# Queen of Outer Space
Queen of Outer Space este un film SF american din 1958 regizat de Edward Bernds. În rolurile principale joacă actorii  Zsa Zsa Gabor, Laurie Mitchell, Eric Fleming.

## Prezentare
Căpitanul Patterson (Eric Fleming) și echipajul său spațial  (Dave Willock, Patrick Waltz și Paul Birch) se prăbușesc pe planeta Venus și sunt capturați. Aceștia află curând că planeta este sub dictatura crudei regine Yllana (Laurie Mitchell), o femeie mascată care a alungat toți oamenii de pe planetă. În palatul acesteia, astronauții sunt ajutați de o curteană frumoasă pe nume Talleah (Zsa Zsa Gabor) și prietenii ei (Lisa Davis, Barbara Darrow și Marilyn Buferd). Femeile tânjesc de mult timp după dragostea bărbaților și plănuiesc s-o detroneze pe regina cea rea. Când Patterson are posibilitatea de a scoate masca Reginei, el descoperă că a fost desfigurată oribil de arsurile radiațiilor produse de bărbați și de războaiele lor. Furioasă, Regina decide să distrugă Pământul și popoarele sale războinice, dar moare în această încercare. Venusienele sunt libere din nou să se bucure de iubirea bărbaților.

## Actori
- Zsa Zsa Gabor este Talleah
- Eric Fleming este Capt. Neal Patterson
- Dave Willock este Lt. Mike Cruze
- Laurie Mitchell este Queen Yllana
- Lisa Davis este Motiya
- Paul Birch este Prof. Konrad
- Patrick Waltz este Lt. Larry Turner
- Barbara Darrow este Kaeel
- Marilyn Buferd este Odeena
- Mary Ford este Venusian Girl
- Marya Stevens este Venusian Girl
- Laura Mason este Venusian Girl
- Lynn Cartwright este Venusian Girl
- Kathy Marlowe este  Venusian Girl
- Coleen Drake este Venusian Girl

## Vezi și
- Listă de filme cu stații spațiale